# Trichosanthes morrisii
Trichosanthes morrisii är en gurkväxtart som beskrevs av W.E.Cooper. Trichosanthes morrisii ingår i släktet Trichosanthes och familjen gurkväxter. Inga underarter finns listade i Catalogue of Life.